# Brita
Brita je žensko osebno ime.

## Izvor imena
Ime Brita je različica ženskega osebnega imena Brigita.

## Tujejezikovne različice imena
- pri Nemcih: Brita, Britta

## Pogostost imena
Po podatkih Statističnega urada Republike Slovenije je bilo na dan 31. decembra 2007 v Sloveniji število ženskih oseb z imenom Brita: 6.

## Osebni praznik
Osebe z imenom Brita lahko godujejo takrat kot Brigite.